# Michael Dietmann

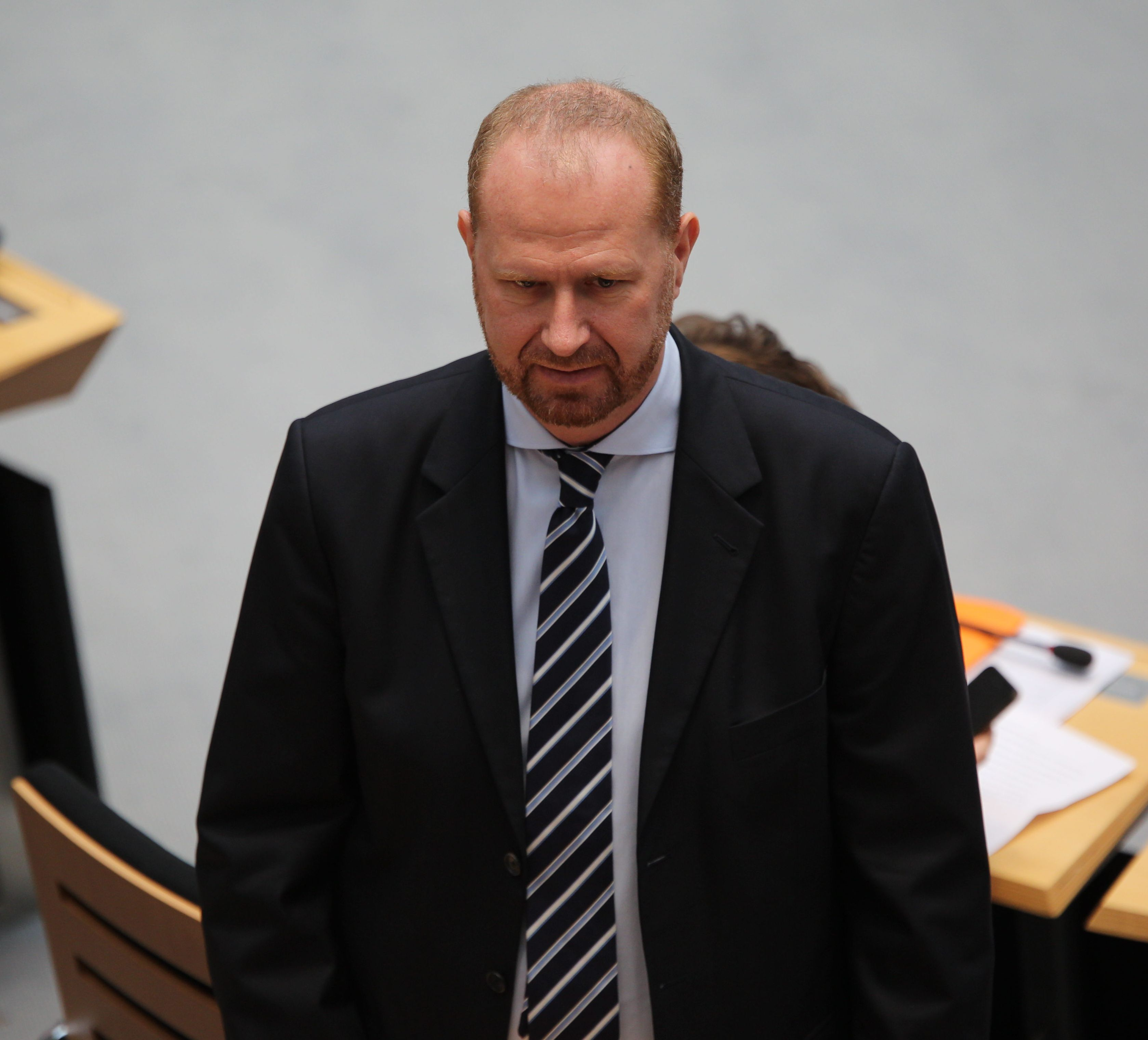
Michael Dietmann (2016)

Michael Dietmann (* 29. Juni 1968 in Berlin) ist ein Berliner Politiker (CDU). Er ist seit 1995 Mitglied des Abgeordnetenhauses.

## Leben und Studium
Dietmann wuchs in Berlin auf. 1987 legte er sein Abitur am Humboldt-Gymnasium in Berlin ab. 1990 schloss er eine Ausbildung zum Bankkaufmann ab und studierte anschließend Betriebswirtschaft an der Freien Universität Berlin. 1995 schloss er das Studium als Diplom-Kaufmann ab. Seit 1996 arbeitete er bei der SEB AG als Prokurist und Filialdirektor, später als Direktor und Geschäftsführer einer Tochtergesellschaft der SEB AG Deutschland. Seit 2007 ist Michael Dietmann Regionaldirektor der Targobank Privatkunden AG & Co. KGaA. Zudem ist er Mitglied im Aufsichtsrat der Unionhilfswerkgesellschaften und Gründungsmitglied des Berliner Existenzgründervereins. Er ist verheiratet und hat zwei Kinder.

## Politik
Dietmann trat 1985 in die CDU ein. Von 1988 bis 1992 war er stellvertretender Kreisvorsitzender der Jungen Union Reinickendorf und Kreis- und Landesparteitagsdelegierter. Zwischen 1993 und 2021 war er Vorsitzender des Ortsverbands Märkisches Viertel. Seit 1990 ist er Mitglied des Kreisvorstands und stellvertretender Kreisvorsitzender der CDU Reinickendorf.
Zwischen 1992 und 1995 war Dietmann Mitglied der Bezirksverordnetenversammlung von Reinickendorf. Seit November 1995 ist er Mitglied des Abgeordnetenhauses von Berlin. Er wurde 1995 direkt im ehemaligen Wahlkreis Reinickendorf 7 und 1999 direkt im Wahlkreis Reinickendorf 5 gewählt. Seit 2011 ist er Mitglied des Vorstands der Berliner CDU-Fraktion.